# Sandi Čebular
Sandi Čebular, slovenski košarkar, * 24. junij 1986, Celje.
Čebular je 195 cm visoki branilec. Je nekdanji košarkar Šentjurja, Union Olimpije, CB Rosalia de Castro, Slovana, Heliosa in CB LOBE Huesca. V sezoni 2014/15 odlično zastopa barve košarkarskega kluba Rogaška Crystal. Je najboljši strelec v prvi slovenski ligi in med najbolj zaslužnimi za uvrstitev Rogaške v finale prvenstva. Za slovensko reprezentanco je nastopil na Evropskem prvenstvu 2007 v Španiji.